# Roper Point
Roper Point är en udde i Antarktis. Den ligger i Västantarktis. Inget land gör anspråk på området.
Terrängen inåt land är platt åt sydväst, men åt nordost är den kuperad. Terrängen runt Roper Point sluttar västerut. Trakten är obefolkad. Det finns inga samhällen i närheten.